# واله لوملینا
واله لوملینا (به ایتالیایی: Valle Lomellina) یک کومونه در ایتالیا است که در استان پاویا واقع شده‌است. واله لوملینا ۲۷٫۱ کیلومتر مربع مساحت و ۲٬۲۲۴ نفر جمعیت دارد و ۱۰۱ متر بالاتر از سطح دریا واقع شده‌است.